# William England
William England (... – Londra, 1896) è stato un fotografo britannico.

## Biografia
Non è nota la sua data di nascita: alcune fonti la collocano nel 1816 a Londra, mentre altre nel 1830 a Trowbridge. Secondo questa seconda fonte, molto pià dettagliata dell'altra per quanto attiene alla sua famiglia di origine, sostiene che sarebbe figlio di John e di Jane Mizen e che ebbe due fratelli e tre sorelle, delle quali una, Sarah, sarebbe la primogenita, essendo nata nel 1828. Sempre attingendo alla medesima fonte si apprende che il piccolo William fin da dodicenne sarebbe stato attrattto dalla fotografia tanto da essere impiegato come assistente in uno studio di dagherrotipia in cui imparò l'arte del ritratto, oltre ai processi chimici per trattare le lastre, fino alla comparsa del collodio umido che rivoluzionò la fotografia, riducendone le attrezzature e mandando in pensione il dagherrotipo.

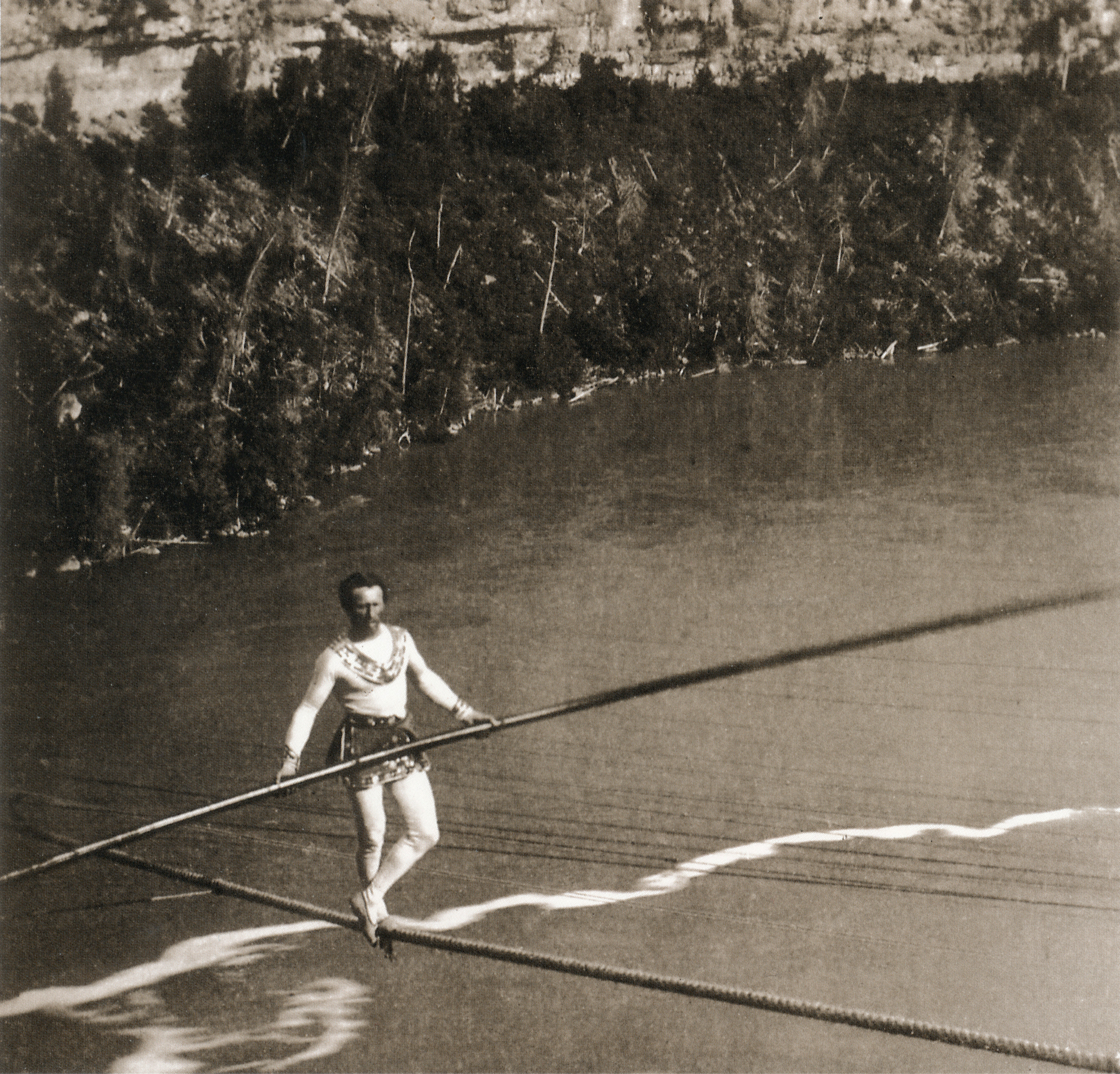
Charles Blondin attraversa il Niagara, 1859 - di questa immagine England vendette 100 000 copie

A Londra nel 1851 l'inventore David Brewster presentò il visore stereoscopico, nel corso della Grande Esposizione di Londra del 1851, un piccolo attrezzo binoculare che consentiva di vedere immagini stereoscopiche permettendo l'illusione di una maggiore profondità di campo, pertanto della tridimensionalità. Lo strumento ebbe un successo clamoroso sia presso il pubblico che presso la regina Vittoria, la quale ordinò proprio ad England, fotografo piuttosto popolare sulla scena londinese in quel periodo, di produrre nuove immagini per il suo stereoscopio.
A quanto è dato sapere, nel frattempo, nel 1850 England aveva deciso di stabilirsi definitivamente a Londra, dove conobbe Rosalie Vernier, figlia di un noto chirurgo francese, che sposò nello stesso anno. Ebbero quattro figli nati tra l'anno seguente e il 1855 mentre il quinto arrivò nel 1861. Partecipò alla fondazione nel 1854 della London Stereoscopic Company ed in breve ne divenne il fotografo principale. Nel decennio successivo fu responsabile dell'ottima reputazione dell'azienda. I suoi viaggi ebbero destinazioni quali l'Irlanda (1857), gli Stati Uniti e il Canada (1858 e 1859) e Parigi (1860).

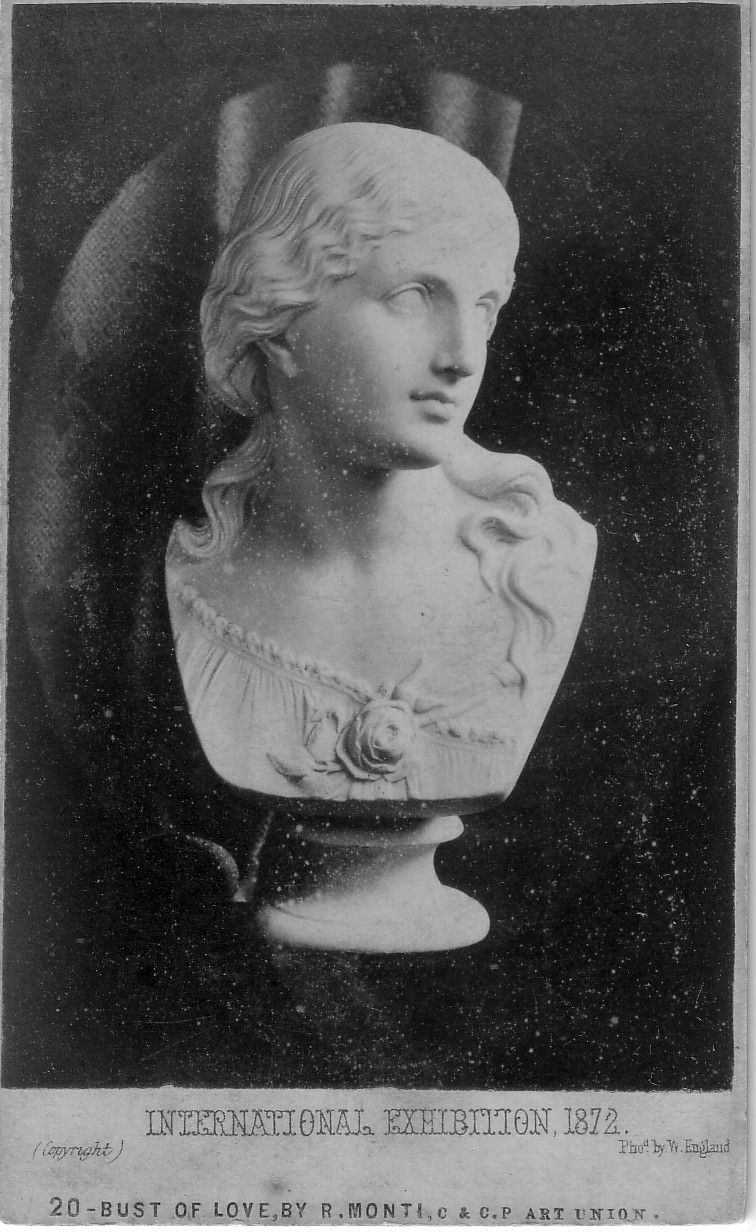
Busto di Love di Raffaele Monti, 1872 circa

Grande è la varietà di soggetti fotografati da England, sia all'aperto ma anche al chiuso, ed anche ritratti. Inoltre, è celebre la serie Comic realizzata con doppie esposizioni per creare figure "fantasmatiche". Lasciò l'azienda nel suo momento di maggior successo e popolarità nel 1863 per dedicarsi ad una ricerca forse più personale. Il suo ultimo contributo per conto della London Stereoscopic fu il resoconto fotografico dell'Esposizione Internazionale di Londra del 1862. La collezione di England, composta da circa 15 000 lastre stereoscopiche è sopravvissuta relativamente intatta nel corso degli anni, anzi rischiò di venir trasformata in vetro da serra poco dopo la cessazione della London Stereoscopic nel 1910.
Nel 1863, prima di lasciare definitivamente l'azienda, fotografò anche l'Esposizione Internazionale di Dublino. In seguito viaggiò attraverso la Germania, la Svizzera e l'Italia e realizzò una serie di vedute, tra cui una serie di montagne alpine. Durante la guerra franco-prussiana del 1870, fu arrestato nella regione del Reno in Germania e accusato di essere una spia francese. England fu infine rilasciato e continuò a viaggiare nelle sue montagne per i successivi 30 anni, aggiungendo nuove immagini alla sua crescente collezione ogni estate. England era considerato uno dei principali fotografi paesaggisti in Europa. Divenne presidente della London Photographic Society nel 1886 e componente del Consiglio della Royal Photographic Society per molti anni, attraverso cui ebbe contatti con i fotografi più importanti dell'epoca come Henry Peach Robinson, William Crooke, Alfred Seaman, Richard Keene.
Sua moglie Rosalie nel 1873 si ammalò e morì. L'anno dopo sposò Eliza Hagar Read Riches dalla quale non ebbe figli. Alcuni dei figli del primo matrimonio si trasferirono in Nuova zelanda e Australia, dove nacquero nipoti e pronipoti.

## Galleria d'immagini

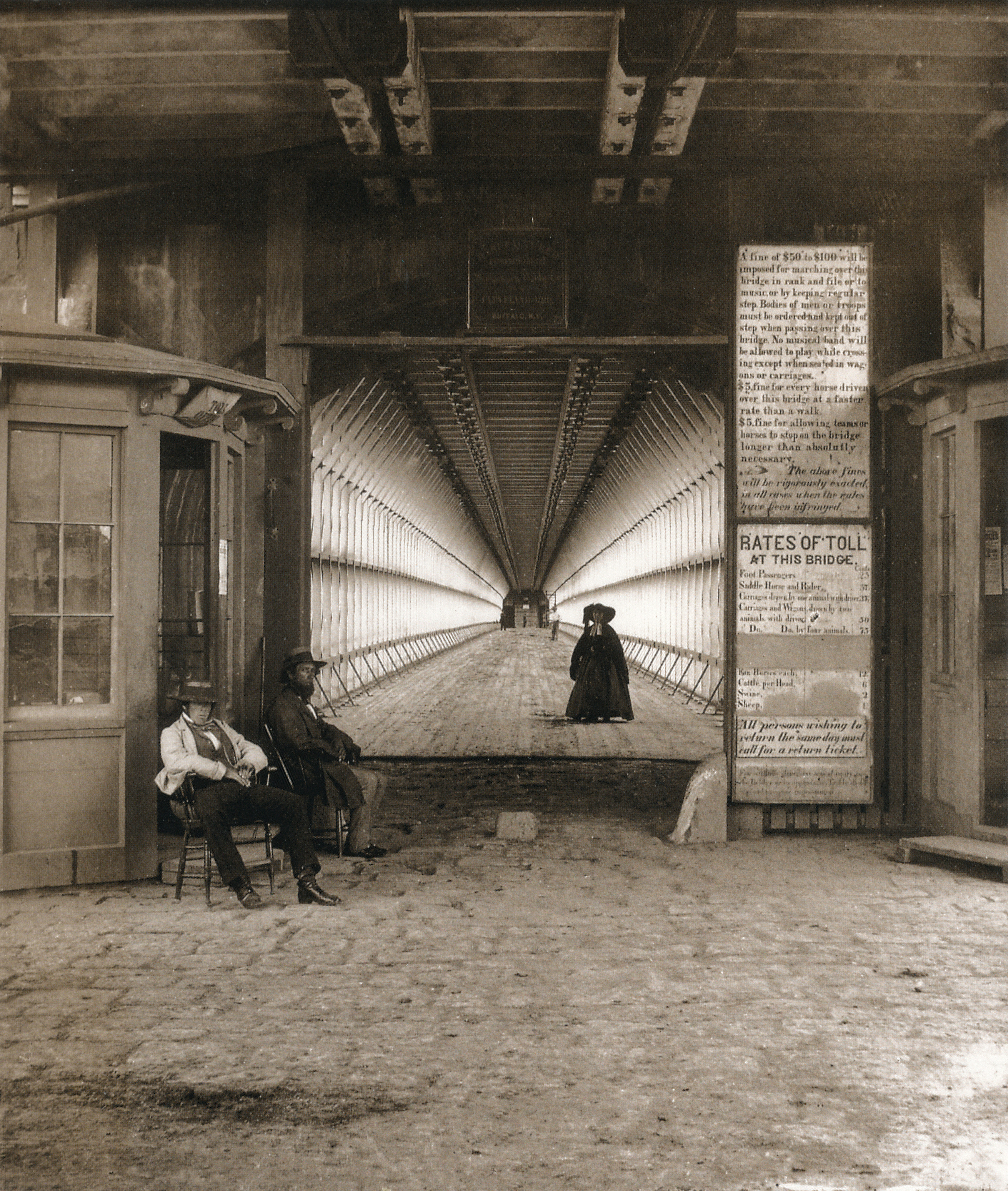
Ingresso sul ponte sospeso sul fiume Niagara, 1959
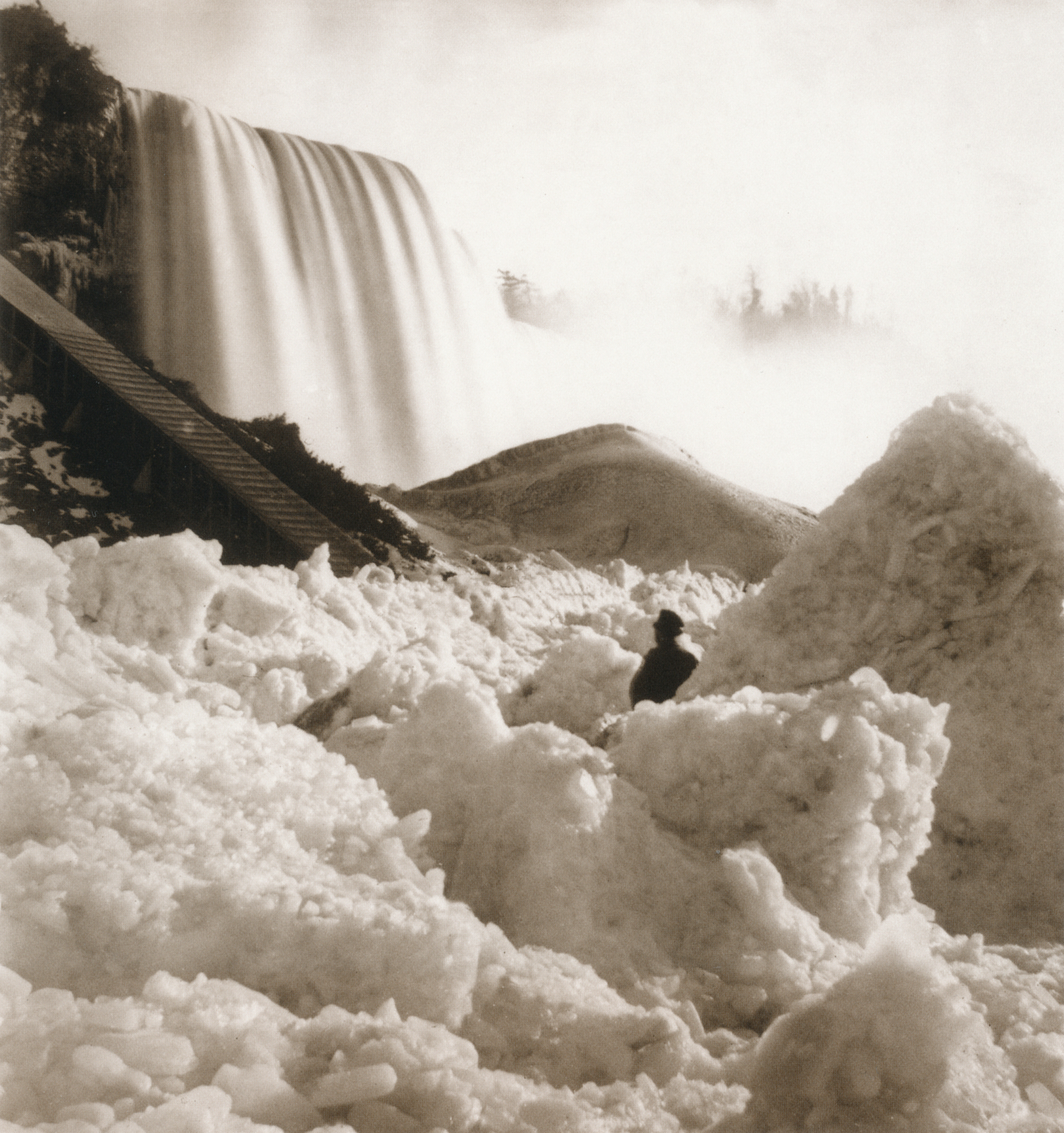
Iceberg sul Niagara, 1859
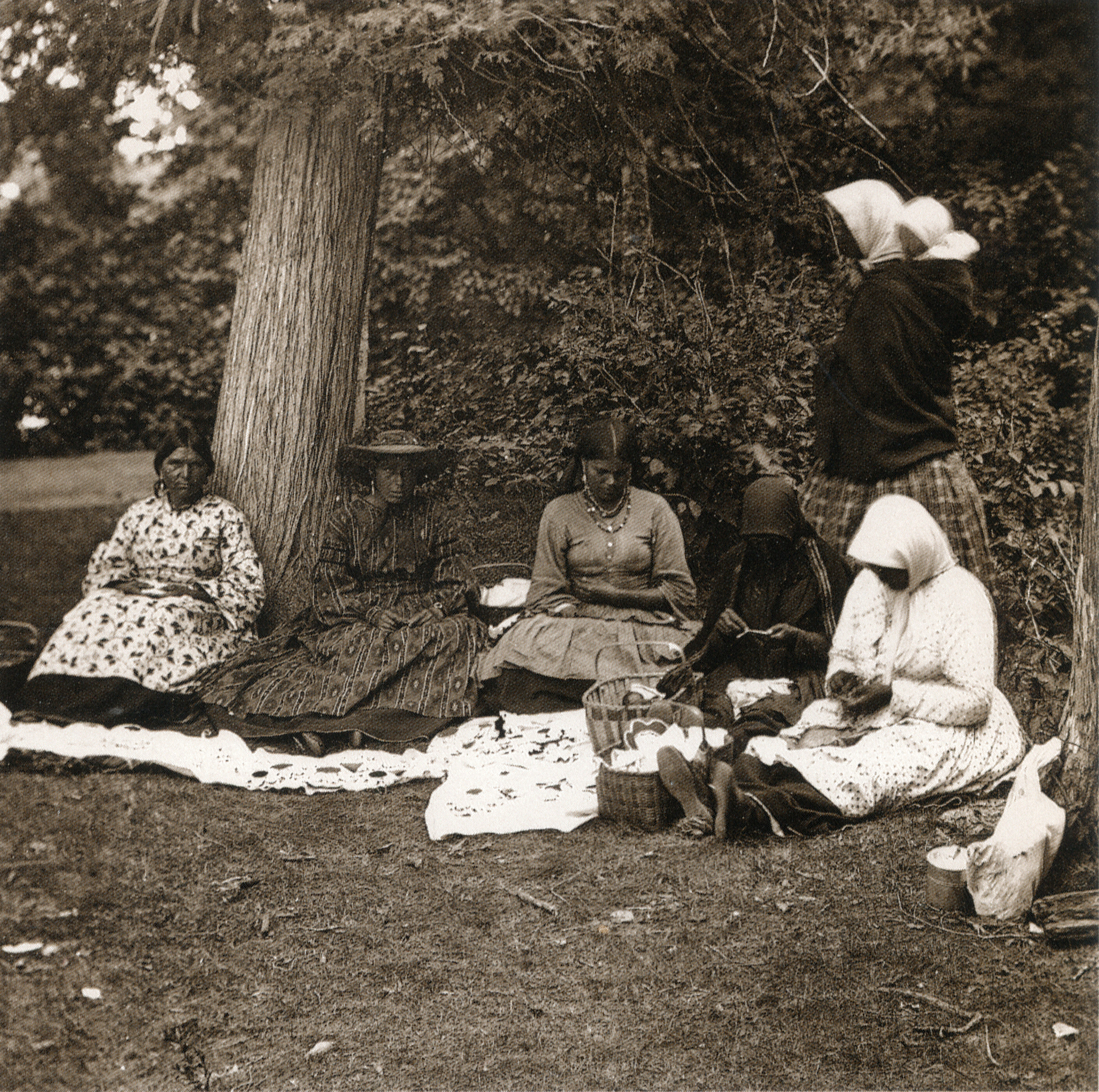
Donne indiane al lavoro, 1859
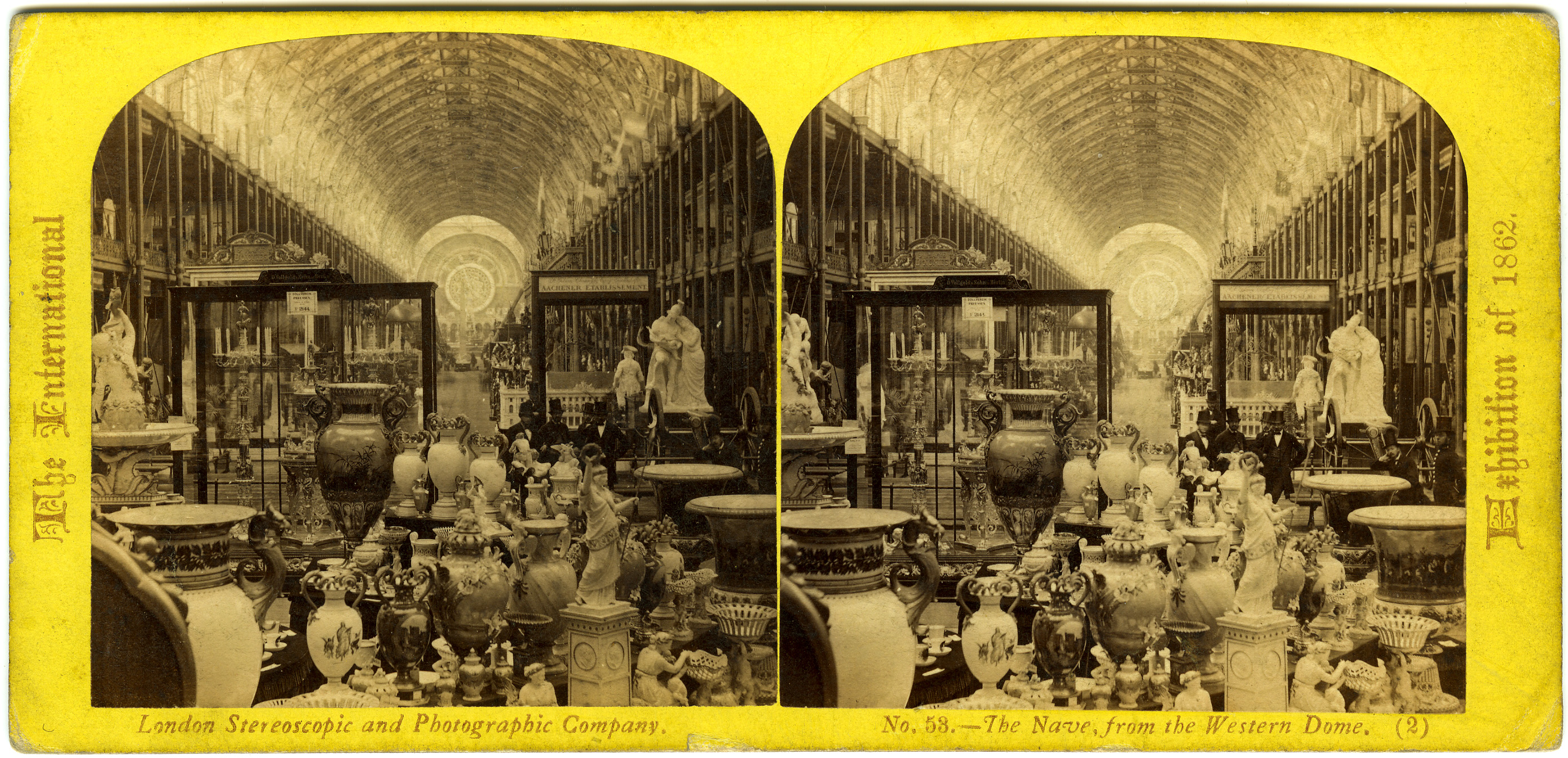
Esposizione Internazionale Londra, 1862
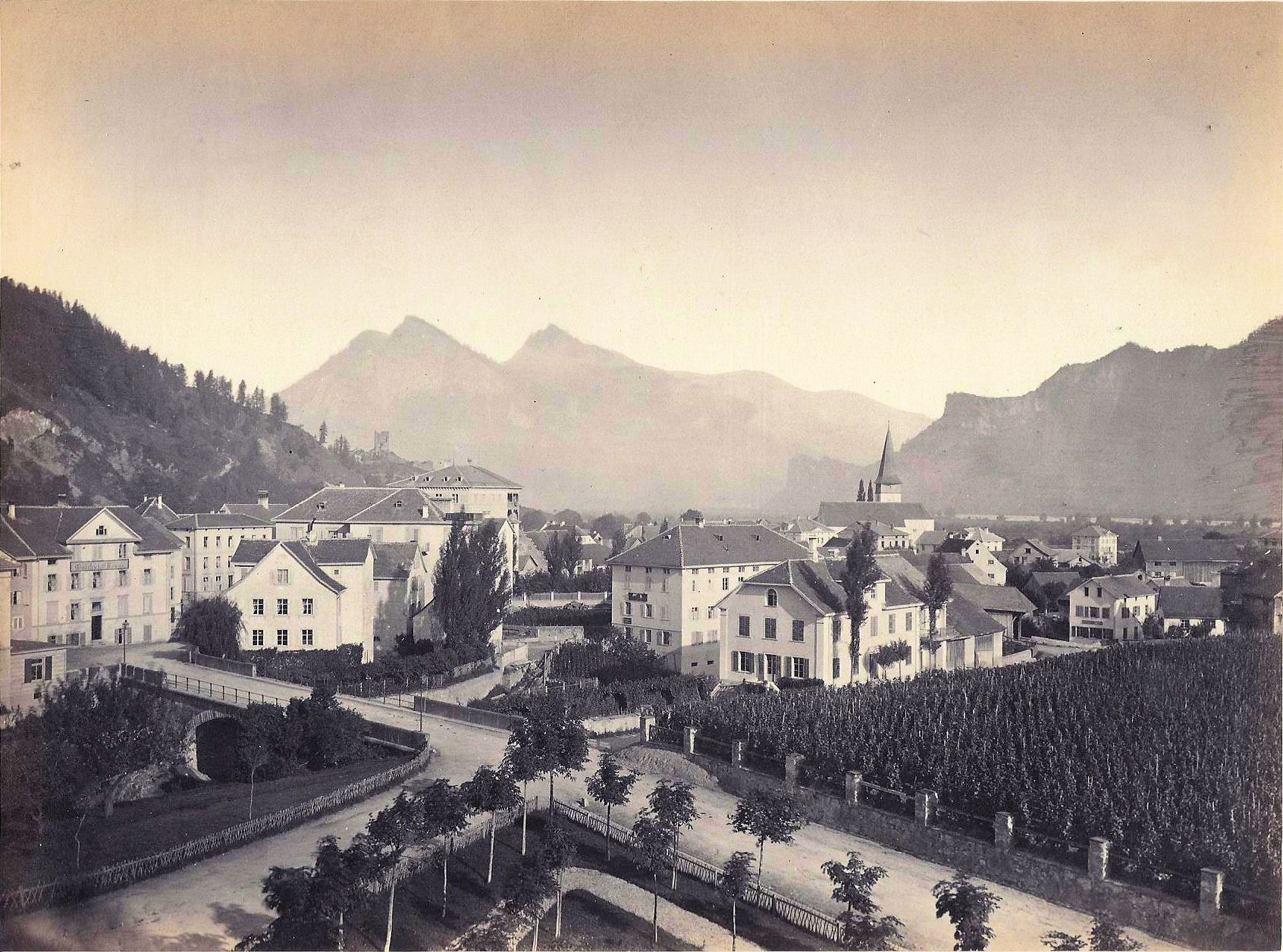
la cittadina svizzera di Bad Ragaz, 1863